# The Real Paper
The Real Paper, amerikansk veckotidning med säte i Boston, Massachusetts som rapporterade om politiska, samhälleliga och kulturella händelser mellan 2 augusti 1972 och 18 juni 1981. Bland journalisterna på tidningen fanns bland annat Jon Landau.